# Huisseau-en-Beauce
Huisseau-en-Beauce è un comune francese di 415 abitanti situato nel dipartimento del Loir-et-Cher nella regione del Centro-Valle della Loira.

## Società

### Evoluzione demografica
Abitanti censiti